# Condylostylus crinicauda
Condylostylus crinicauda är en tvåvingeart som beskrevs av Octave Parent 1929. Condylostylus crinicauda ingår i släktet Condylostylus och familjen styltflugor.
Artens utbredningsområde är Peru. Inga underarter finns listade i Catalogue of Life.